# Elizabeth Lail

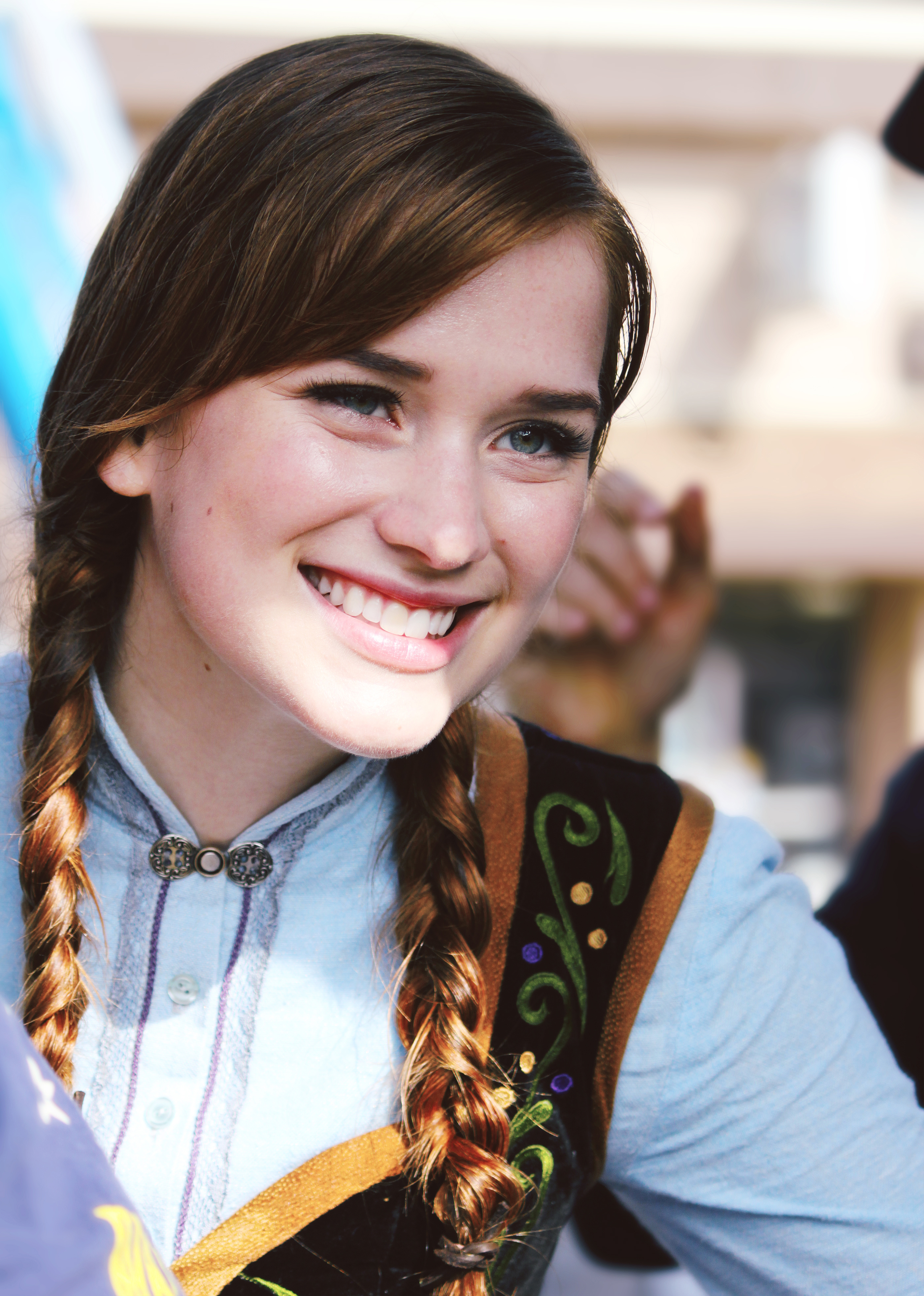
Elizabeth Lail am Set von Once Upon a Time (2014)

Elizabeth Lail (* 25. März 1992 in Williamson County, Texas) ist eine amerikanische Schauspielerin. Sie wurde für ihre Rolle der Anna in der Fernsehserie Once Upon a Time – Es war einmal … bekannt.

## Leben und Karriere
Elizabeth Dean Lail wurde in Williamson County in Texas geboren. Ihre Eltern sind Dean Franklin Lail und Kay Lurene Surratt. Sie hat eine ältere Schwester. Die Familie zog nach einiger Zeit nach Asheboro, Randolph County, North Carolina. Elizabeth begann 2010 Schauspiel zu studieren und beendete 2014 die Schule.
Elizabeth spielte in mehreren kurzen Studentenfilmen mit. Am bekanntesten wurde sie durch die Rolle der Anna in der ABC-Serie Once Upon a Time – Es war einmal …

## Filmografie (Auswahl)
- 2011: Model Airplane (Kurzfilm)
- 2014: Without (Kurzfilm)
- 2014: Once Upon a Time – Es war einmal … (Once Upon a Time, Fernsehserie, 10 Episoden)
- 2016: Dead of Summer (Fernsehserie, 10 Episoden)
- 2017: The Blacklist (Fernsehserie, Episode 4x12)
- 2018: The Good Fight (Fernsehserie, Episode 2x11)
- 2018: Unintended
- 2018–2025: You – Du wirst mich lieben (You, Fernsehserie, 14 Episoden)
- 2019: Countdown
- 2021: Gossip Girl (Fernsehserie, 5 Episoden)
- 2021–2022: Ordinary Joe (Fernsehserie, 13 Episoden)
- 2022: Robot Chicken (Fernsehserie, Episode 11x18, Stimme)
- 2022: Mack & Rita
- 2023: Gonzo Girl
- 2023: Five Nights at Freddy’s
- 2024–2025: Elsbeth (Fernsehserie, 2 Episoden)